# Jackson Township (Ashland County, Ohio)
Jackson Township ist eines von fünfzehn Townships des Ashland Countys im US-Bundesstaat Ohio. Das U.S. Census Bureau hat bei der Volkszählung 2020 eine Einwohnerzahl von 3.884 ermittelt.

## Geografie
Jackson Township liegt im Nordosten des Ashland Countys im mittleren Nordosten von Ohio und grenzt im Uhrzeigersinn an die Townships: Homer Township im Medina County, Congress Township und Chester Township im Wayne County, Perry Township, Montgomery Township, Orange Township und Sullivan Township.

## Verwaltung
Das Township wird durch ein Board of Trustees, bestehend aus drei gewählten Mitgliedern, verwaltet. Zwei Personen werden jeweils im Jahr nach der Präsidentschaftswahl gewählt und eine jeweils im Jahr davor. Die Amtszeit dauert in der Regel vier Jahre und beginnt jeweils am 1. Januar. Daneben gibt es noch einen Township Clerk (Schriftführer), der ebenfalls im Jahr vor der Präsidentschaftswahl auf eine vierjährige Amtszeit gewählt wird. Dessen Amtszeit beginnt jeweils am 1. April.

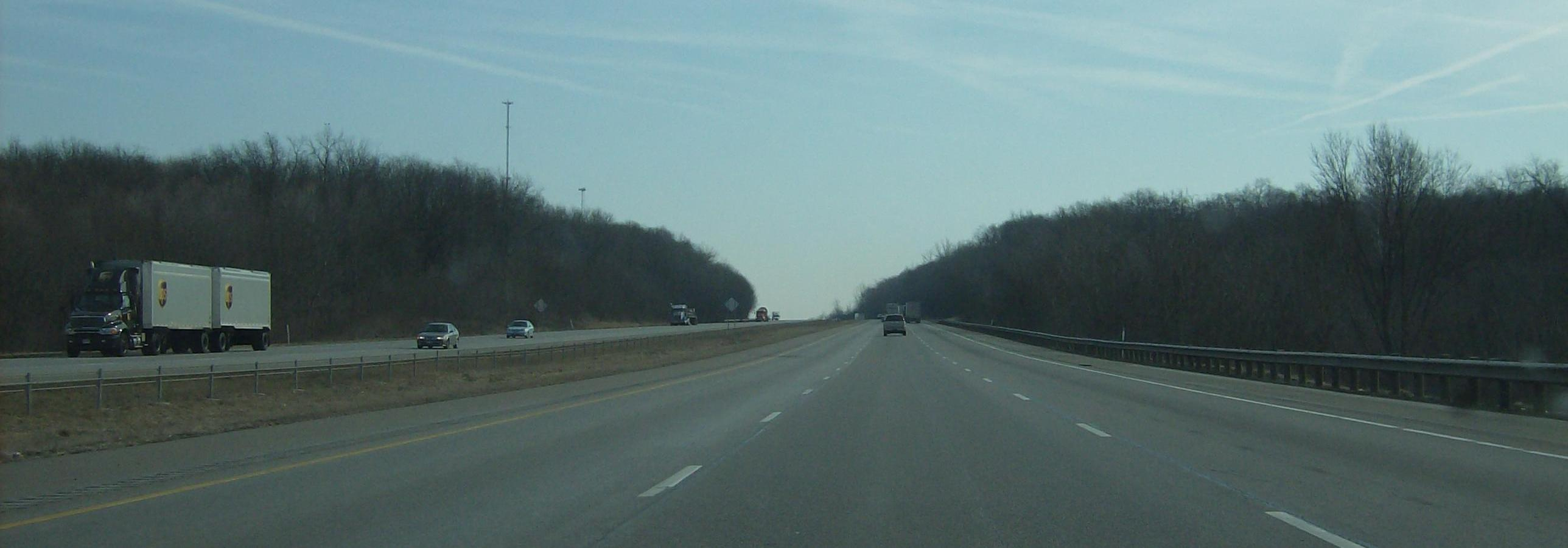
Die Interstate 71 führt durch das Jackson Township